# إسرائيل (لقب)

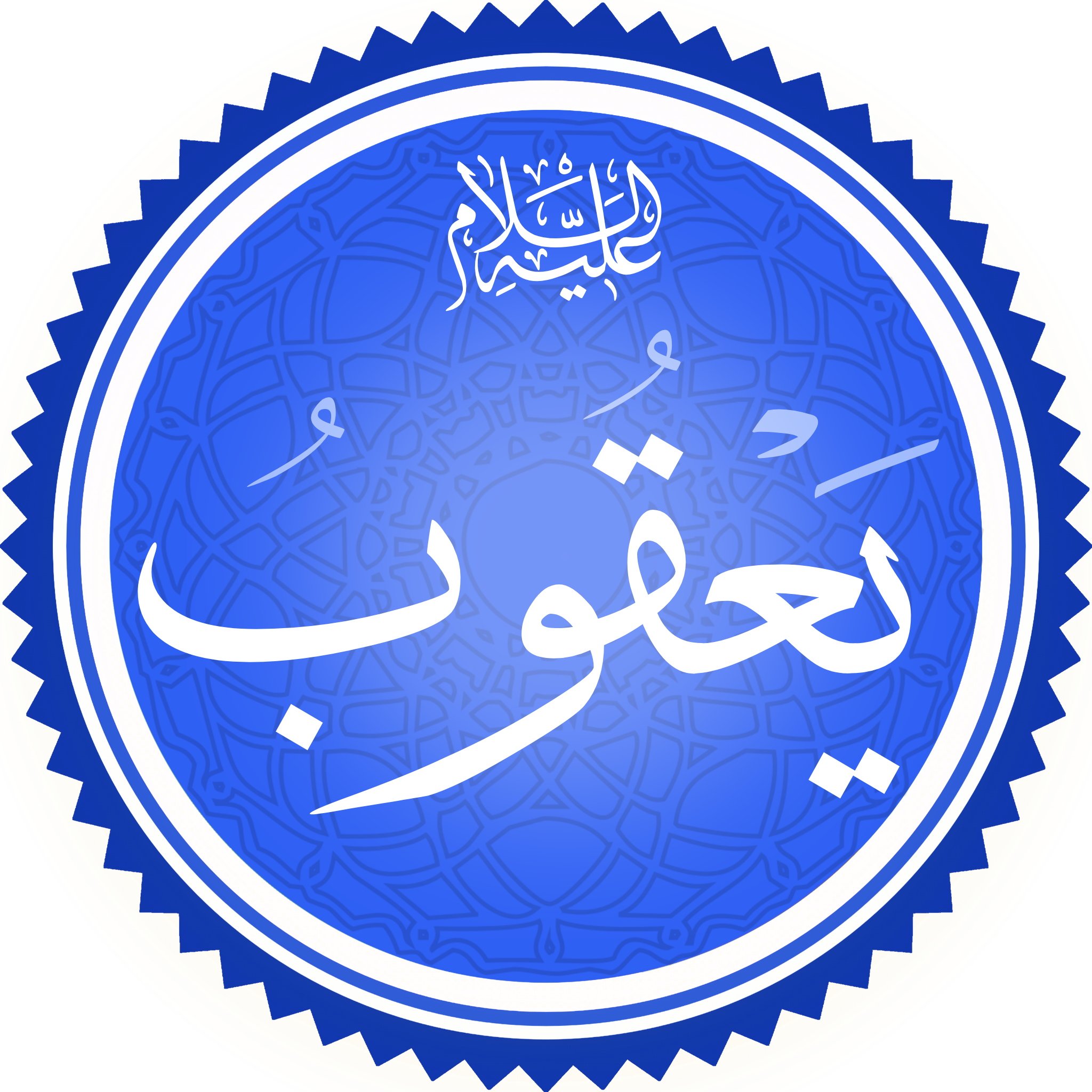
يعقوب، أول شخص لُقب بإسرائيل حسب الديانات الابراهيمية.

إِسْرَائِيل هو لقب يطلق على النبي يعقوب حسب الديانات الإبراهيمية، ويوصف اللقب بمصارع الله أو يصارع الله حسب النظرة اليهودية والمسيحية، وقيل انه يوصف بعبد الله حسب النظرة الإسلامية.فقد قال الشوكاني -رحمه الله- في تفسيره فتح القدير 1/91: اتفق المفسرون على أن إسرائيل هو يعقوب بن إسحاق بن إبراهيم عليهم السلام، ومعناه عبد الله، لأن "إسر" في لغتهم هو العبد، و"إيل" هو الله، قيل: إن له اسمين، وقيل: إسرائيل لقب له.
والله أعلم.

## ا
ُية من التوراة، أيضا يشار يعقوب باسم إسرائيل في بعض الآيات من القرآن وتدعى سلالته باسم «بني إسرائيل» وأيضا يطلق عليهم باسم «آل يعقوب» كما جاء في سورة مريم: ﴿يَرِثُنِي وَيَرِثُ مِنْ آلِ يَعْقُوبَ وَاجْعَلْهُ رَبِّ رَضِيًّا ۝٦﴾ [مريم:6]

## اللقب في اليهودية والمسيحية
يُطلق لقب إسرائيل على يعقوب وسبب هذا اللقب هو صراعه مع الرب حسب سفر التكوين، فقد جاء الرب على صورة ملاك وتصارع مع يعقوب حتى طلوع الفجر فقال له «أطلقني» فقال يعقوب «لا أطلقك إن لم تباركني» فدعا أسمه «إسرائيل» ومعناه مصارع الرب لأنه صارع الله والناس وغلب،
 واستمر على هذا الاسم وايضا كان نسل يعقوب يسمى بتسمية «بني إسرائيل» بعد هذا الصراع.
[ سبحان الله عمَّا يصيفون ].